# 光る砂漠
『光る砂漠』（ひかるさばく）は、矢沢宰の詩集、及び矢沢の詩に作曲した萩原英彦の合唱組曲。

## 詩集
1967年に矢沢の遺稿をまためた詩集を有志が自家出版した。翌年に同題で南北社から、1969年12月には周郷博らが編集したものが童心社から刊行されている。周郷の解説によれば、童心社版に収録された54編の詩の半数以上が、矢澤が16歳の詩作であるとされる。

## 合唱組曲
1971年（昭和46年）度文化庁芸術祭参加作品として、中部日本放送の委嘱により混声合唱版が作曲され、同年度の芸術祭優秀賞を獲得した。放送初演は同年11月、合唱＝日本合唱協会、指揮＝木下保、ピアノ＝三浦洋一。萩原自身、「放送後の反響がすさまじかった」「これが合唱の作品を書く励みになりました」と語るように、その斬新かつ精緻な作曲技法と清冽な詩情により、瞬く間に全国各地に多大な関心を呼び、1977年には女声合唱版が刊行された。男声合唱版は福永陽一郎の編曲によるものがある。
萩原は矢沢の詩集を読んだとき、「私の心に、音響化されるべき"想い"が浮かびあがった」「このような日本語に遭遇したのは久しぶりのことだった」「二、三度詩を読み返した時、すでに自分の中に音楽が生まれた」と語る。後に萩原が作曲する『白い木馬』（詩：ブッシュ孝子、1974年）、『花さまざま』（詩：細川宏、1979年）とともに「遺稿三部作」とされる。
萩原の合唱組曲で奇数曲をまとめたものは、「中心となる曲（『光る砂漠』であれば5曲目）の曲に対してシンメトリーをかたちづくることを意識し」ている。「セザール・フランクの循環形式が、有機体の生成の比喩で説明できることに、非常に興味をもっていろいろ研究したので、(中略）その成果が意識的に用いられているんです」としている。
組曲のタイトルは詩集のタイトルであるほか、矢澤20歳の時の詩｢少年」の一節で、この詩は出版譜の前書きとして載せられている。
出版譜の巻末には、組曲のテーマとしてジャック・アルカデルト作曲の「Ave Maria」のテーマ「ラソラファソラ」を逆から読んだ音型を組曲のテーマとした旨の解説が載せられている。

### 組曲構成
全9曲からなる。
1. 再会
女声版は平成29年度全日本合唱コンクール課題曲。
2. 恋の詩でも読んだあとのように
3. 早春
4. 海辺で
5. ほたるは星になった
6. 落石
7. 秋の午後
混声版は令和7年度全日本合唱コンクール課題曲。
8. さびしい道
9. ふるさと

## 楽譜
混声版、女声版はカワイ出版から出版されている。男声版は未出版。